# شول‌آباد سفلی
شول‌آباد سفلی، شهری از توابع بخش زز و ماهرو شهرستان الیگودرز در استان لرستان ایران است.این شهر پس از تجمیع با روستاها و نقاط جمعیتی شول‌آباد علیا، دلسوران، درخت چمن، آثار، سرلک، خدادادکش علیا و سفلی از توابع همین بخش به شهر تبدیل و به عنوان شهر شول‌آباد شناخته می‌شود.

## جمعیت
این شهر براساس سرشماری مرکز آمار ایران در سال ۱۳۸۵، جمعیت آن ۴۸۴ نفر (۹۳خانوار) بوده‌است.